# Achillas (generaal)
Achillas (?-47 v.Chr.) was bevelhebber van het Egyptische leger onder farao Ptolemaeus XIII.
Ptolemaeus had met hulp van onder andere Achillas in 49 of 48 v.Chr. zijn zus en mederegent Cleopatra af laten zetten. In 48 v.Chr. wist Cleopatra met hulp van Julius Caesar weer samen met haar broer regent te worden. Achillas mobiliseerde daarop het Egyptische leger en trok ten strijde tegen de Romeinen: het begin van de Alexandrijnse Oorlog. Het Egyptische leger bestond uit ongeveer 20.000 soldaten en 2000 ruiters. Caesar werd verrast door de vijandigheden: hij had slechts 4000 soldaten tot zijn beschikking, waarmee hij geen kans zou hebben in een rechtstreekse confrontatie. Hij liet het paleis in Alexandrië bezetten en gijzelde de koninklijke familie. Daarna liet hij Ptolemaeus XIII de gezanten Dioskorides en Serapion naar Achillas sturen om te onderhandelen, maar deze werden door Achillas gedood. Achillas trok Alexandrië binnen en bezette een groot deel van de stad. Caesar stuurde schepen naar de buurprovincies voor versterkingen en verschanste zich in het paleis.
De Egyptenaren wisten het paleis te omsingelen en de haven af te sluiten. Een aanval op het paleis werd door de Romeinen afgeslagen. In het strijdgewoel kon Cleopatra's zuster Arsinoë IV met haar mentor Ganymedes uit het paleis ontsnappen. Zij sloot zich aan bij Achillas en werd tot koningin van Egypte uitgeroepen. Later kregen zij en Achillas ruzie over het commando, waarop Arsinoë Achillas uit de weg liet ruimen: Ganymedes werd de nieuwe bevelhebber van het Egyptische leger.